# Ljetna univerzijada 2007.
XXIV. Ljetna univerzijada održana je u tajlandskom glavnom gradu Bangkoku od 8. do 18. kolovoza 2007. godine.
Najviše je odličja osvojila Kina (33 zlata, 31 srebro, 28 bronci; ukupno 92 odličja), dok je domaćin Tajska na šestom mjestu s 13 zlata, 7 srebara i 10 bronci (ukupno 30 odličja). Hrvatska je na pedesetom mjestu s dva srebra i jednom broncom (ukupno tri odličja).

## Športovi
- atletika
- košarka
- mačevanje
- plivanje
- nogomet
- skokovi u vodu
- vaterpolo
- športska gimnastika
- ritmička gimnastika
- džudo
- tenis
- stolni tenis
- odbojka

Demonstracijski športovi
- badminton
- golf
- softbol
- taekwondo
- streljaštvo